# Giuditta con la testa di Oloferne (Vouet)
Giuditta con la testa di Oloferne (in francese: Judith et la tête d'Holopherne; in tedesco: Judith mit dem Haupt des Holofernes) è un dipinto del pittore francese Simon Vouet, realizzato nel 1620-1625. La tela è conservata all'Alte Pinakothek di Monaco di Baviera.

## Descrizione
La tela ritrae Giuditta, la protagonista dell'episodio biblico descritto nell'omonimo libro deuterocanonico. La donna ha appena assassinato il generale assiro Oloferne per salvare il popolo giudaico. La donna tiene in una mano la spada con la quale ha decapitato Oloferne, mentre poggia l'altra sopra il capo decollato di quest'ultimo. Le raffigurazioni di eroine bibliche o del mondo antico come figure ritratte a metà erano molto in voga durante il periodo barocco e spesso costituivano una serie di dipinti.
Durante l'arco della sua vita Simon Vouet realizzò anche altre versioni sullo stesso tema artistico: una versione del 1621 si trova a Genova, mentre un quadro a lui attribuito si trova al museo della storia dell'arte di Vienna. Nella versione viennese l'eroina tiene la testa mozzata del generale assiro per i capelli, a differenza della versione all'Alte Pinakothek.